# Zoe Ventoura
Zoe Ventoura (Perth, 19 gennaio 1981) è un'attrice e modella australiana.

## Biografia
Zoe ha frequentato il Penrhos College di Perth. Dopo aver incominciato a muovere i suoi primi passi come modella, inizia la sua carriera d'attrice partecipando a una piccola comparsa nel film Il collezionista di occhi. Prende parte in seguito a qualche serie televisiva con ruoli secondari, e ad alcuni cortometraggi. Dal 2007 inizia ad avere ruoli teatrali che proseguono ancora oggi, e nel frattempo partecipa anche a qualche programma televisivo australiano. Ottiene maggiore notorietà grazie a Packed to the Rafters interpretando Melissa Bannon.

## Filmografia parziale

### Cinema
- Il collezionista di occhi (See No Evil), regia di Gregory Dark (2006)
- An Unfinished Romance, regia di Alison Heather – cortometraggio (2009)
- Stay Awake, regia di Rebecca Rocheford Davies – cortometraggio (2010)
- Drive Hard, regia di Brian Trenchard-Smith (2014)
- Pirati dei Caraibi - La vendetta di Salazar (Pirates of the Caribbean: Dead Men Tell No Tales), regia di Joachim Rønning ed Espen Sandberg (2017) - Cameo
- More Beautiful for having been broken, regia di Nicole Conn (2019) - agente McKenzie

### Televisione
- Sweat – serie TV, 1 episodio (1996)
- Kick – serie TV, 13 episodi (2007)
- Packed to the Rafters – serie TV, 65 episodi (2008-2013)
- Wild Boys – serie TV, 10 episodi (2011)
- Fatal Honeymoon, regia di Nadia Tass – film TV (2012)
- Knockin'on Doors – miniserie TV, puntate 1-3 (2012-2013)
- Home and Away (2020)